# Roman Matoušek
Roman Matoušek (23. května 1964, Slaný – 8. ledna 2020 tamtéž) byl československý motocyklový závodník, reprezentant v ploché dráze.

## Závodní kariéra
V kvalifikaci Grand Prix skončil nejlépe v roce 1995 na 18. místě v kontinentálním finále. V letech 1986–1994 startoval v kvalifikačních závodech mistrovství světa jednotlivců, ve světovém finále skončil v roce 1987 na 15. místě, v roce 1988 na 7. místě, v roce 1989 na 9. místě, v roce 1990 na 12. místě a v roce 1991 na 14. místě. V Mistrovství světa družstev startoval v letech 1986–1995. V Mistrovství světa dvojic skončil v roce 1986 na 3. místě. V Mistrovství Československa jednotlivců skončil získal v roce 1988 mistrovský titul. V britské profesionální lize jezdil za Ipswich Witches (1986), Coventry Bees (1989–1991) a Sheffield Tigers (1993–1996). V letech 1988 a 1989 skončil na 2. místě ve Zlaté přilbě v Pardubicích.

## Mistrovství Československa a Česka jednotlivců na klasické ploché dráze
- 1984 – 16. místo
- 1985 – 7. místo
- 1986 – 2. místo
- 1987 – 6. místo
- 1988 – 1. místo
- 1989 – 7. místo
- 1991 – 14. místo
- 1993 – 7. místo
- 1995 – 8. místo
- 1996 – 9. místo